# Международное общество динамических игр
Международное общество динамических игр (ISDG) — международное научное сообщество, нацеленное на развитие теории динамических игр.

## История
Общество ISDG было основано 9 августа 1990 г. в Хельсинки, Финляндия, во время 4-го Международного симпозиума по динамическим играм и приложениям (the 4th International Symposium on Dynamic games and Applications), проводимого в Хельсинкском политехническом институте. Деятельность Общества регулируется исполнительным комитетом под председательством президента. Первым президентом Общества был профессор Тамер Башар. За всю историю президентами Общества были:
- Тамер Башар (Tamer Başar) 1990-1994
- Ален Ори (Alain Haurie) 1994-1998
- Пьер Бернар (Pierre Bernhard) 1998-2002
- Джордж Заккур (Georges Zaccour) 2002-2006
- Герт Ян Олсдер (Geert Jan Olsder) 2006-2008
- Леон Петросян 2008-2012
- Мишель Бретон (Michèle Breton) 2012-2016
- Владимир Мазалов 2016-2022
- Флориан Вагенер 2022-

## Цели ISDG
- содействовать и способствовать разработке и применению теории динамических игр;
- распространять научную информацию путём организации или участия в организации симпозиумов, конференций и семинаров и публикации журналов высокого уровня;
- установление связи с международным научным сообществом и, в частности, с другими обществами, занимающимися теорией игр, оптимизацией, теорией принятия решений и теорией динамических систем.

## Публикации Общества
- Annals of the International Society of Dynamic Games (редактор серии Тамер Башар; издательство Birkhäuser)
- Dynamic Games and Applications (главный редактор Джордж Заккур; издательство Birkhäuser)
- International Game Theory Review (главный редактор Дэвид Янг, редакторы: Ханс Петерс, Леон Петросян; издательство World Scientific Publishing Co. Pte. Ltd.)

## Премия Айзекса
В 2003 году исполнительный комитет Международного общества динамических игр учредил премию за «выдающийся вклад в теорию и приложения динамических игр» и решил присуждать её двум ученым на каждом симпозиуме общества, начиная с 2004 года. Премия была названа в честь Руфуса Айзекса, общепризнанного основателя дифференциальных игр.
Лауреаты премии:
- Ю-Чи Хо и Джордж Лейтман (2004),
- Николай Красовский и Уэнделл Флеминг (2006),
- Пьер Бернар и Ален Ори (2008),
- Тамер Башар и Герт Ян Олсдер (2010),
- Стеффен Йоргенсен и Карл Зигмунд (2012),
- Этан Альтман и Леон Петросян (2014),
- Мартино Барди и Росс Крессман (2016),
- Анджей Новак и Джордж Заккур (2018).
- Пьер Кардальяге и Мабель Тидбаль (2022)
- Джоел Браун & Ролан Маламе (2024)